# 464 a.C.

## Eventos
- 79a olimpíada: Xenofonte de Corinto, vencedor do estádio.[1]
- Aulo Postúmio Albo Regilense e Espúrio Fúrio Medulino Fuso, cônsules romanos.
- Grande terremoto em Esparta.
- Revolta dos hilotas contra Esparta.